# Aşağıemirhalil, Bayat
Aşağıemirhalil là một xã thuộc huyện Bayat, tỉnh Çorum, Thổ Nhĩ Kỳ. Dân số thời điểm năm 2010 là 105 người.